# Palaeocheloctonus
Genre
Palaeocheloctonus est un genre de scorpions de la famille des Hormuridae.

## Distribution
Les espèces de ce genre sont endémiques de Madagascar.

## Liste des espèces
Selon The Scorpion Files (22/06/2020) :
- Palaeocheloctonus pauliani Lourenço, 1996
- Palaeocheloctonus septentrionalis Lourenço & Wilmé, 2015

## Publication originale
- Lourenço, 1996 : Scorpions. Faune de Madagascar, Paris, vol. 87, p. 1-102.